# Image map
Een image map is in HTML en XHTML de technologie die ervoor zorgt dat een afbeelding verschillende gehyperlinkte gebieden kan bevatten. Door het activeren (aanklikken) van een gebied wordt een ander deel van de pagina of een andere pagina opgeroepen. Dit biedt dus meer mogelijkheden dan de gewone afbeeldingshyperlink (een IMG in HTML), waarin het hele plaatje het anker van een enkele hyperlink vormt. Zo kan bijvoorbeeld op een landkaart elk land een aparte hyperlink vormen, die naar voor dat land specifieke informatie verwijst.
Omdat het maken van een image map met een teksteditor lastig is, vooral het bepalen van alle coördinaten, zijn er speciale hulpprogramma's voor. Voor HTML kan bijvoorbeeld Adobe’s Dreamweaver gebruikt worden.

## Client en server
HTML kent twee soorten image maps: client-side of server-side. Bij een client-side image map kan de definitie van de bestemming volledig op de gebruikersmachine plaatsvinden. Een server-side image map moet de locatie teruggeven aan de server, die vervolgens de bestemming bepaalt. Client-side image maps zijn eenvoudiger, terwijl server-side image maps meer mogelijkheden bieden.

## Extern
- Info on Image Maps from the W3C
- Image maps HTML handleiding
- Meer informatie in mediawiki